# Morlaca
Morlaca – wieś w Rumunii, w okręgu Kluż, w gminie Poieni. W 2011 roku liczyła 688 mieszkańców.